# Wang Ki-čchun
Wang Ki-čchun (korejsky 왕 기춘), (* 13. září 1988 v Čongupu, Jižní Korea) je jihokorejský zápasník – judista, majitel stříbrné olympijské medaile z roku 2008 a přední světový judista v lehké váze v letech 2007-2012.

## Sportovní kariéra
S judem začal v 8 letech v Čongupu. Od roku 2007 byl ještě jako junior stabilním členem seniorské reprezentace. V témže roce si na úkor olympijského vítěze I Won-huie vybojoval nominaci na mistrovství světa a získal titul mistra světa. V roce 2008 odjížděl na olympijské hry v Pekingu jako hlavní favorit na zlatou medaili, ve finále však hned v úvodu podcenil výpad svého velkého rivala Ázerbájdžánce Elnura Mammadliho a získal stříbrnou olympijskou medaili.
Wangovou velkou předností byla technika seoi-nage, kterou zvládal přes obě ramena. Do roku 2012 měl pouze dva velké soupeře, Japonce Hirojuki Akimota a Francouze Ugo Legranda. S přibývajícím věkem obtížně shazoval do své váhové kategorie a na olympijské hry v Londýně v roce 2012 neodjížděl v optimální formě. V semifinále nastupoval proti Dagestánci Mansuru Isajevovi z Ruska. Dagestánec byl na jeho judo takticky připraven a v polovině zápasu měl na svém kontě již dvě napomenutí. Prohrával na juko a tuto bodovou ztrátu nedokázal smazat. O třetí místo se utkal s Francouzem Ugo Legrandem. V jednom z nejkrásnějším zápasů olympijského turnaje se rozhodlo až v prodloužení, kdy neustál Francouzův nástup do o-soto-gari a obsadil 5. místo.
V roce 2013 u něho vyvrcholila výkonnostní krize v důsledkem čehož šel od roku 2014 o váhovou kategorii výše.

### Vítězství
- 2007 - 1× světový pohár (Kano Cup)
- 2008 - 1× světový pohár (Kano Cup)
- 2009 - 3× světový pohár (Paříž, Moskva, Kano Cup)
- 2010 - 2× světový pohár (Paříž, Suwon)
- 2011 - 3× světový pohár (Abú Dhabí, Čedžu, Čching-tao), Masters (Baku)
- 2012 - 1× světový pohár (Düsseldorf), Masters (Almaty)
- 2015 - 2× světový pohár (Varšava, Čching-tao)

## Výsledky
| Olympijské hry    |    |     | 2. |    |    |     | 5. |     |  |  |  |  |  |  |  |  |  |  |  |  |  |
| Mistrovství světa |    | 1.  |    | 1. | 3. | úč. |    | úč. |  |  |  |  |  |  |  |  |  |  |  |  |  |
| Asijské hry       | —  |     |    |    | 2. |     |    |     |  |  |  |  |  |  |  |  |  |  |  |  |  |
| Mistrovství Asie  |    | úč. | —  | —  |    | 1.  | 1. | 3.  |  |  |  |  |  |  |  |  |  |  |  |  |  |
| MS juniorů        | 3. |     |    |    |    |     |    |     |  |  |  |  |  |  |  |  |  |  |  |  |  |